# Anatolij Kotetsev
Anatolij Kotetsev (ryska: Анатолий Алексеевич Котешев), född den 16 juli 1944 i Novosibirsk, Ryssland, är en sovjetisk fäktare.
Han tog OS-silver i herrarnas lagtävling i florett i samband med de olympiska fäktningstävlingarna 1972 i München.